# Vigilante 8
Vigilante 8 es un videojuego de combate vehicular desarrollado por Luxoflux y publicado por Activision para PlayStation, Nintendo 64 y Game Boy Color. Es una serie derivada del videojuego Interstate '76, presentando varios de sus conceptos temáticos (auto-vigilantes, el marco temporal de la década de 1970 y compañías específicas de vehículos de ficción). El mismo tuvo su posterior secuela, llamada Vigilante 8: 2nd Offense.

## Argumento
El videojuego se desarrolla en una historia alternativa de 1975, donde se produce una crisis mundial del petróleo y Estados Unidos está al borde de una debacle económica. Una ola de delincuencia desenfrenada en las ciudades provoca el despliegue de más fuerzas de seguridad, dejando el interior con poca o ninguna ley y orden. Un consorcio petrolero multinacional, el "Oil Monopoly Alliance Regime" (OMAR), está decidido a controlar el mercado mundial del petróleo y desea la destrucción de Estados Unidos para garantizar el éxito de su plan.

## Personajes
Los protagonistas del videojuego son los Vigilantes, un grupo de residentes de varios estados del sudoeste de Estados Unidos que se unen para preservar la ley y el orden a la luz del caos que afecta al país. Su líder es Convoy, un viejo vaquero manejando un camión articulado. En la lucha lo acompañan su sobrina Sheila, el apostador de Las Vegas John Torque, el hippie obsesionado con los extraterrestres Dave, el amigo de Torque Slick Clyde (a quien intimidó para unirse al grupo) y la agente del FBI Chassey Blue, quien fue asignada para investigar los informes de tiroteos en la región.
Los antagonistas del videojuego son los Coyotes, un grupo de sicarios reclutados para ejecutar el plan de OMAR aterrorizando instalaciones comerciales en toda la región utilizando armas robadas de la base ultrasecreta del Sitio 4 en Papoose Lake, Nevada. Su fundador es conocido como el terrorista australiano Sid Burn. Sus cohortes son el bailarín de discoteca Boogie (un asociado cercano); Loki, un piloto de pruebas del S4 con trastornos mentales; Beezwax, un apicultor frustrado por la irradiación de su colmena; Houston 3, una mujer controlada mentalmente como una de los asesinos de OMAR, y el delincuente juvenil Molo, que conduce un autobús escolar y está desesperado por unirse a los Coyotes.
Un extraterrestre llamado Y The Alien aparece en el videojuego como un personaje secreto.

## Finales
Cada personaje tiene su propia cinemática al completar el videojuego, que es parte de una historia más grande. Molo supera con éxito la iniciación de los Coyotes, solo para que se burlen de él mientras lava el auto de Sid. Sid recibe su dinero del pago de OMAR por sus servicios, pero queda varado en medio del desierto porque se ha quedado sin combustible. John Torque lo encuentra y lo esconde en su maletero. Houston se libera del control mental de OMAR y se va con Convoy, que separa las ametralladoras de su camión. Sheila los echa de menos en una gasolinera y se ve obligada a caminar por la carretera, donde Convoy y Houston la recogen. Clyde usa el brazalete de control mental de Houston por curiosidad y emerge como el nuevo líder de los Coyotes.
Chassey Blue se embarca en una carrera en Hollywood, lanzando su película homónima basada en las aventuras de los Vigilantes. Una nave alienígena secuestra a Dave en medio de la noche, y derrota a su anfitrión alienígena en una ronda de damas. La policía arresta a Boogie y es condenado por varios cargos. Beezwax está eufórico por haber adquirido dos ojivas nucleares, pero muere cuando una abeja perdida cae en el fusible de una ojiva, provocando una explosión. Loki encuentra un ovni y está ansioso por volar, pero se estrella y se le confunde con un piloto de ovnis. En la versión de Nintendo 64 del videojuego, la nave espacial en la que se estrella Loki se revela que es de Y The Alien, quien estaba buscando combustible adicional y partes para su nave después de haber quedado varado en la Tierra durante algún tiempo buscando a sus amigos.

## Jugabilidad

### Versiones de videoconsolas
Los jugadores combaten en una serie de etapas ubicadas en todo el suroeste de Estados Unidos, ya sea en el modo historia o el modo Arcade. Cada etapa tiene características interactivas, como misiles balísticos o el lanzamiento de aviones Aurora en el Área 51. Cada vehículo está equipado con una ametralladora por defecto, pero los jugadores pueden agregar hasta tres de las cinco armas disponibles: minas, cañones automáticos, cohetes, morteros y misiles autodirigidos, además de un arma especial exclusiva del vehículo.
Se pueden hacer tres tipos de ataques especiales usando cada una de las cinco armas estándar, a un mayor costo en municiones, realizando combinaciones de movimientos y botones del mando al estilo de los videojuegos de lucha. Estos ataques se pueden realizar durante el juego normal o para eliminar coches casi destruidos en un método llamado "Totaling". En línea con los elementos al estilo de los videojuegos de lucha, los jugadores también pueden anotar hasta seis combos llamados Whammies.
Hay iconos especiales dispersos por todo el nivel; las llaves reparan el daño y las líneas amarillas en zigzag atascan temporalmente las armas autodirigidas de los oponentes. Ciertos objetivos en el modo historia deben completarse para ayudar a desbloquear los personajes secretos y algunas etapas. La versión de PlayStation también ofrece a los jugadores la opción de reproducir CDs de música durante la partida.
La versión de Nintendo 64 incluye un modo historia para Y The Alien y una etapa llamada Super Dreamland 64, así como tres modos multijugador (dos contra dos, tres contra uno y deathmatch) para aprovechar los cuatro puertos de control de la videoconsola y un modo de historia para dos jugadores. También requiere el Expansion Pak para mejorar los gráficos y acceder al contenido adicional.

### Versión de Game Boy Color
La versión de Game Boy Color presenta cinco niveles, cada uno desde las versiones de las videoconsolas: Casino City, Hoover Dam, Oil Fields, Ski Resort y Valley Farms. El videojuego también presenta cinco modos de juego, cada uno esencialmente idéntico, con solo cambios menores. El modo historia del videojuego, Road Trip, lleva al jugador a través de cada nivel. El videojuego presenta tres niveles de dificultad. El jugador puede elegir entre cinco armas diferentes, así como un arma única asignada a cada personaje. El videojuego cuenta con audio y voz en off digitalizados, así como un modo para dos jugadores solo disponible con el uso de un Cable Link. A diferencia de las versiones de videoconsolas, los obstáculos y los edificios no pueden destruirse en la versión de Game Boy Color. El cartucho del videojuego es compatible con el Rumble Pak.

## Recepción
Vigilante 8 recibió reseñas "favorables" en todas las plataformas, excepto en la versión de Game Boy Color, que recibió reseñas "mixtas", según el sitio web recopilador de reseñas GameRankings. Ryan MacDonald, de GameSpot, destacó los controles fáciles y los gráficos bien diseñados de la versión de PlayStation. MacDonald notó que los ofrecimientos del videojuego daban una razón para que los jugadores se "retirasen" de Twisted Metal 2. Shawn Smith, de Electronic Gaming Monthly, destacó que el modo multijugador de Nintendo 64 ofrecía más diversión y funcionaba relativamente bien en el modo de alta resolución.

## Secuelas
Se produjo una secuela, titulada Vigilante 8: 2nd Offense, lanzada para PlayStation, Dreamcast y Nintendo 64 en 1999. Una nueva versión para Xbox 360, titulada Vigilante 8: Arcade, fue creada por Isopod Labs, una compañía independiente formada por los fundadores de Luxoflux. El videojuego presenta una reproducción de alta definición de los videojuegos pasados mas algunos niveles multijugador y un modo en línea. Fue lanzado en Xbox Live Arcade el 5 de noviembre de 2008. El desarrollador de los dos videojuegos de Vigilante 8, Luxoflux, produjo un videojuego muy similar utilizando la licencia de Star Wars, titulado Star Wars: Demolition.